# Carcelia pesitra
Carcelia pesitra là một loài ruồi trong họ Tachinidae.